# The Legacy (catch)
Pour les articles homonymes, voir Legacy et The Legacy.
Palmarès
3x Champion de la WWE (Randy Orton)
Vainqueur du Royal Rumble (2009) (Randy Orton)
 2x Champions du monde par équipes de la WWE (Cody Rhodes et Ted DiBiase)
1x Champion Intercontinental de la WWE (Cody Rhodes)
The Legacy est un clan de catcheurs heels travaillant à la World Wrestling Entertainment (WWE), fédération de catch américaine de 2008 à 2010.
Formée en 2008 puis dissous en 2010 après WrestleMania XXVI, il est à l'origine mené par Randy Orton avec comme membres Cody Rhodes et Ted DiBiase, fils respectifs de Dusty Rhodes et Ted DiBiase, ainsi que Manu et Sim Snuka avant sa création officielle. Il se reforme partiellement de mai à août 2011, quand DiBiase retrouve Rhodes à SmackDown, avant que ce dernier ne mette un terme à leur alliance.
Le clan était composé de trois fils de catcheurs célèbres : Randy Orton (fils de Bob Orton), Cody Rhodes (fils de Dusty Rhodes) et Ted DiBiase, Jr., (fils de Ted DiBiase).

## Concept
Les membres du clan sont tous des fils d'anciens catcheurs célèbres. Ils représentent donc l'héritage (The Legacy) de leur père.

## Carrière du clan

### World Wrestling Entertainment (2008-2010)

#### Création dePriceless(2008)

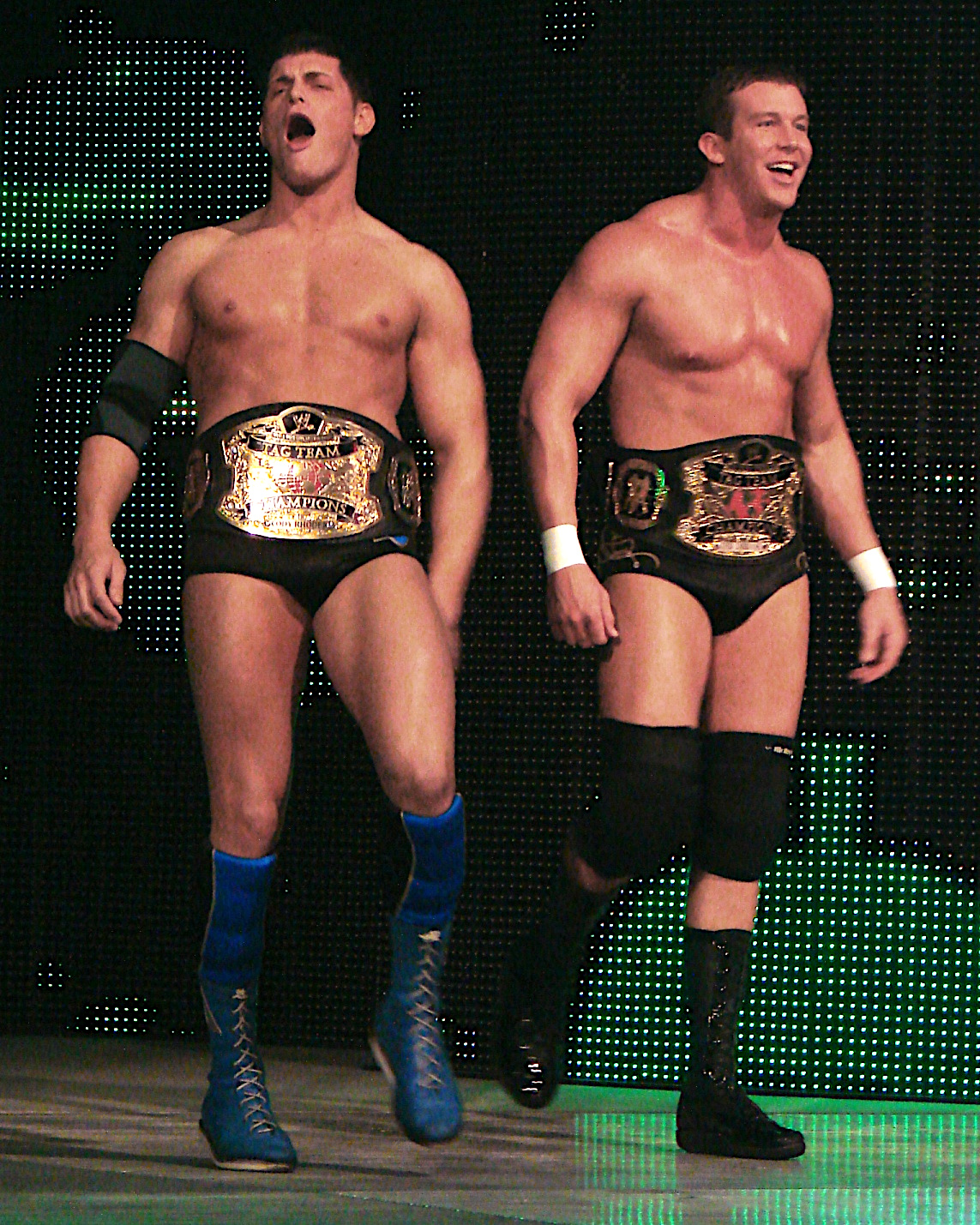
Priceless : Cody Rhodes (à gauche) et Ted DiBiase (à droite) en tant que Champions du monde par équipes de la WWE.

Le 26 mai 2008, Ted DiBiase fait ses débuts à Raw et défie les champions par équipe Hardcore Holly et Cody Rhodes. Pendant les semaines qui suivent, il laisse planer le doute sur qui sera son partenaire à Night of Champions. Lors de l'événement, Cody Rhodes trahit Hardcore Holly avec son Snap DDT, ce qui permet de gagner les ceintures par équipe et plus tard, ils forment Priceless, ils seront rejoints plus tard par Manu.
Le 4 août, ils perdent leurs titres face à John Cena et Batista. Lors du match revanche le semaine suivante, ils récupèrent leurs ceintures face aux mêmes adversaires.
À Unforgiven, ils conservent leurs titres en battant la Cryme Tyme.
Lors du Raw du 27 octobre, ils perdent face à CM Punk et Kofi Kingston, ne conservant pas leurs titres.

#### Formation du clan et rivalité avec Batista et John Cena (2008)
Le 8 décembre 2008, The Legacy devient officielle et Randy Orton lance un défi à Batista et Triple H dans un handicap match. Il remporte le match grâce à son RKO. Après la défaite d'Orton face à Batista à Armageddon, The Legacy entre dans une brève rivalité avec ce dernier et John Cena.
Sim Snuka et Manu sont brièvement membres du clan avant d'en être exclu par Orton.

#### Rivalité avec les McMahon, Triple H et Batista (2009)

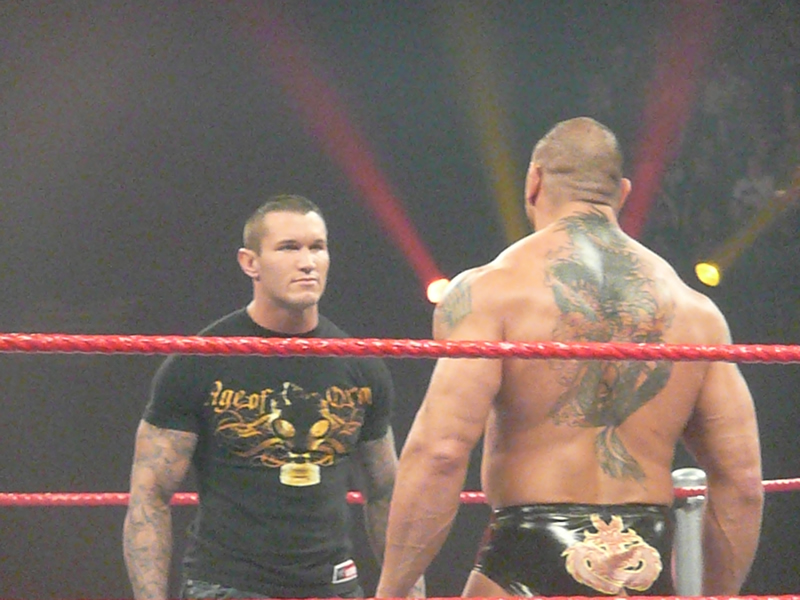
Randy Orton face à Batista.

Lors du Raw précédent le Royal Rumble, Randy Orton attaque et blesse gravement Vince McMahon, déclenchant alors une rivalité entre son clan et la famille de ce dernier.
Lors du Royal Rumble, Orton, avec l'aide de Cody Rhodes et Ted DiBiase, Jr., remporte le Royal Rumble match.
Lors de No Way Out, Orton bat Shane McMahon, et dans le même temps, Triple H remporte le WWE Championship dans l'Elimination Chamber match.
À WrestleMania XXV, The Game conserve son titre face à Orton.
À Backlash, Orton, remporte son troisième championnat de la WWE, avec Rhodes et DiBiase face à Shane McMahon, Batista et Triple H en portant son Punt Kick sur ce dernier.
À Judgment Day, Orton conserve son titre par disqualification après avoir volontairement frappé l'arbitre contre Batista, mail il le perd finalement à Extreme Rules face à The Animal. Le lendemain à Raw, The Legacy attaque violemment Batista, et le blesse, ce dernier doit alors rendre son titre vacant.

#### Course aux titres et rivalité avec John Cena (2009)
Batista blessé, un Fatal Four Way est organisé afin de couronner un nouveau champion de la WWE, et c'est finalement Randy Orton qui remporte le match, qui comprenait Big Show, John Cena et Triple H.
Lors de The Bash, Orton conserve le titre face à Triple H après une intervention de Rhodes et DiBiase.
Lors de Night of Champions, Orton conserve son titre face à Triple H et John Cena dans un match triples menaces grâce à l'intervention de ses partenaires. Plus tôt dans la soirée, ces derniers ont perdu un match pour le championnat unifié par équipes face à Chris Jericho et Big Show.
À SummerSlam, Orton conserve son titre face à Cena grâce à une intervention du frère de Ted, Brett DiBiase. Dans la même soirée, Ted DiBiase et Rhodes perdent face à D-Generation X.
À Breaking Point, Randy Orton perd son titre face à Cena, tandis que Rhodes et Ted DiBiase gagnent leur match de soumission face à la DX.
À Hell in a Cell, Randy Orton récupère le championnat de la WWE face à John Cena, tandis que Cody Rhodes et Ted DiBiase perdent face à D-Generation X.
À Bragging Rights, il perd son titre dans un Anything Goes Ironman match de 60 minutes face à Cena. La stipulation était que si Cena perdait, il devait quitter Raw pour SmackDown, mais s'il remportait le match, il n'y aura pas de match revanche pour Randy Orton. Cena remporte le match (6 à 5), Orton ne pourra donc pas avoir un match revanche pour le titre tant que Cena sera champion.

#### Rivalité avec Kofi Kingston et fin de la Legacy (2009-2010)

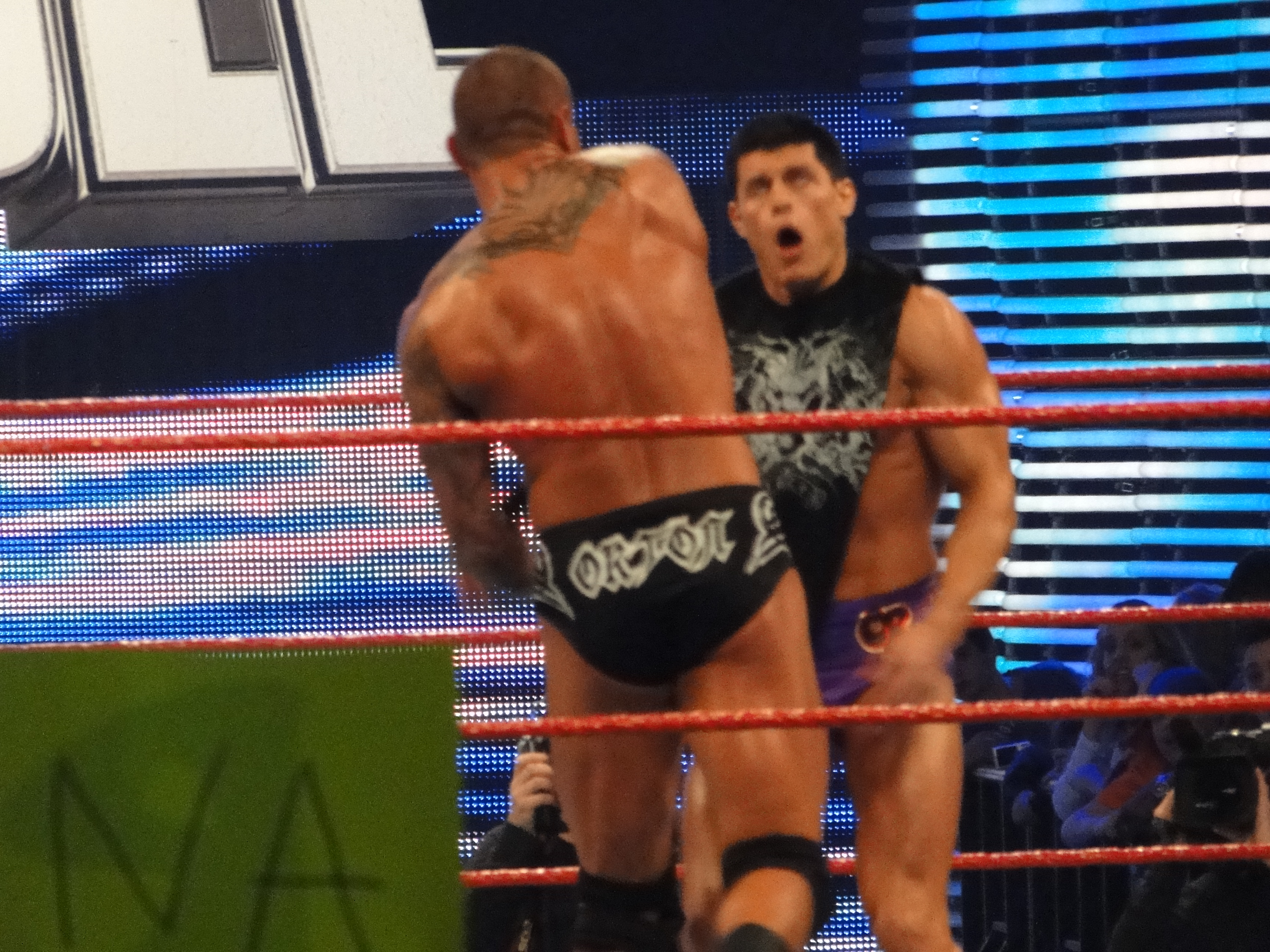
Orton attaquant Rhodes au Royal Rumble 2010.

À Survivor Series, Randy Orton perd avec son équipe contre celle de Kofi Kingston en se faisant éliminer en dernier grâce au Trouble in Paradise de ce dernier.
À TLC, Randy Orton bat Kofi Kingston.
Le 31 janvier 2010 au Royal Rumble, Orton perd par disqualification face à Sheamus, après une intervention de Cody Rhodes venu attaquer l'Irlandais. Après le match, Orton passe à tabac Rhodes, avant que DiBiase ne vienne les séparer, puis que Sheamus assène son Brogue Kick à Orton.
Lors du match de l'Elimination Chamber, il ne remporte pas le titre de la WWE, battu par John Cena, qui incluait Sheamus, Triple H, Kingston et Ted DiBiase, Jr.. Pendant le match, Rhodes est venu donner à DiBiase une barre de fer, dont ce dernier s'est servi pour éliminer Orton. Le lendemain à Raw, Orton attaque ses deux partenaires, laissant la victoire à l'équipe adversaire composée de Kofi Kingston, Evan Bourne et Yoshi Tatsu. Orton bat ses deux anciens partenaires à WrestleMania XXVI.
Lors du Draft Supplémentaire du 27 avril, Rhodes est drafté à SmackDown, ce qui met officiellement fin à la Legacy.

#### Réunion (2011)
Lors du draft supplémentaire en avril 2011, Ted DiBiase est drafté à SmackDown, où il retrouve Cody Rhodes. Le 13 mai, Rhodes bat DiBiase, qui devient dès lors son manager. Rhodes remporte ensuite le championnat intercontinental de la WWE lors du SmackDown du 12 août face à Ezekiel Jackson. Lors du SmackDown du 26 août, DiBiase perd face à Randy Orton. Après le match, Rhodes l'attaque avec son Cross Rhodes puis lui place un sac en papier sur la tête, ce qui marque la fin de leur alliance.

## Membres du groupe
| Identité    | Arrivée                  | Départ                     | Notes                                                                                     |
| ----------- | ------------------------ | -------------------------- | ----------------------------------------------------------------------------------------- |
| Randy Orton | 7 septembre 2008         | 22 février 2010            | Leader du groupe 3 fois champion de la WWE Vainqueur du Royal Rumble en 2009              |
| Cody Rhodes | 29 juin 2008 13 mai 2011 | 27 avril 2010 26 août 2011 | 2 fois champion du monde par équipes de la WWE 1 fois champion intercontinental de la WWE |
| Ted DiBiase | 29 juin 2008 13 mai 2011 | 27 avril 2010 26 août 2011 | 2 fois champion du monde par équipes de la WWE                                            |
| Sim Snuka   | 29 décembre 2008         | 5 janvier 2009             | Fils de Jimmy Snuka                                                                       |
| Manu        | 7 septembre 2008         | 5 janvier 2009             | Membre de la famille Anoa'i                                                               |

### Autres sources
- Cet article est partiellement ou en totalité issu de l'article intitulé « Priceless (catch) » (voir la liste des auteurs).

- (en) Cet article est partiellement ou en totalité issu de l’article de Wikipédia en anglais intitulé « The Legacy (professional wrestling) » (voir la liste des auteurs).